# Magna moralia
Magna moralia és el títol llatí d'una obra atribuïda a Aristòtil, i que sol traduir-se per 'Gran moral' o 'Gran ètica'. De fet, l'obra és més breu que els altres dos tractats d'ètica d'Aristòtil, l'Ètica a Eudemi i l'Ètica a Nicòmac, i es compon solament de dos llibres. És possible que el títol es dega originalment que la major extensió dels seus dos únics llibres exigia rotllos de major grandària.

## La qüestió de l'autenticitat
Friedrich Schleiermacher considerà la Magna Moralia com una obra autèntica d'Aristòtil, però una gran part dels filòlegs del segle xix i XX la van veure més aviat com una obra espúria, escrita posteriorment. Hans von Arnim va pensar que la Magna Moralia era l'obra ètica més antiga d'Aristòtil, anterior a l'Ètica a Eudemi. Amb tot, Werner Wilhem Jaeger va rebatre aquesta tesi, i al costat d'ell es van situar Richard Walzer i Karl Oscar Brink.
En temps més recents, Franz Dirlmeier, autor de l'edició recent més important de la Magna moralia, s'ha declarat de nou en favor de la seva autenticitat. Segons Dirlmeier, la Magna moralia seria l'obra ètica més antiga d'Aristòtil. Altre gran estudiós d'Aristòtil, Ingemar Düring, li ha donat suport en aquest punt. De nou en contra, cal esmentar autoritats com William David Ross i Perluigi Donini.
Des del punt de vista doctrinal, la Magna moralia manté una concordança substancial amb la doctrina del bé i de la virtut que apareix en les obres obres ètiques d'Aristòtil. Això no obstant, des del punt de vista de la composició del text, tal com ha arribat a nosaltres, hi ha nombroses raons estilístiques i terminològiques per a considerar-lo posterior a Aristòtil.

## Continguts
En el llibre I, la Magna moralia sosté que el bé suprem per a l'ésser humà no és el bé en general, ni el bé diví, sinó un bé concret, que no és altre que la felicitat, la qual és un bé en si mateix complet. No obstant això, aquesta felicitat requereix alguns béns externs. L'ànima té una excel·lència o virtut pròpia, que és el viure bé. La felicitat humana és l'activitat perfecta de l'ànima en un temps ple. Les virtuts s'exposen, com en altres obres aristotèliques, partint de la divisió entre les virtuts ètiques i les virtuts més pròpiament intel·lectuals, en correspondència amb l'estructura de l'ànima humana, que tindria una part irracional i altra de racional.
En el llibre II, l'obra estudia el plaer, la bona fortuna i l'amistat. També apareix una anàlisi de la kalokagathia com a virtut abastable, que és molt semblant al que es troba en l'Ètica a Eudemi.

## Edicions
- En Aristotelis Opera (edició I. Bekker), Berlín, 1831, vol. II, 1181 a 24 - 1213 b.
- Aristòtil. Magna Moralia, (edició de Franz Dirlmeier), Akademie-Verlag, Berlín, 1983, ISBN 3-05-001193-9.
- Aristòtil. Magna moralia. Editorial Losada de Buenos Aires (traducció al castellà de Patricio Azcárate), ISBN 950-03-9305-0.

Filosofia